# Kindermuseum Zinnober

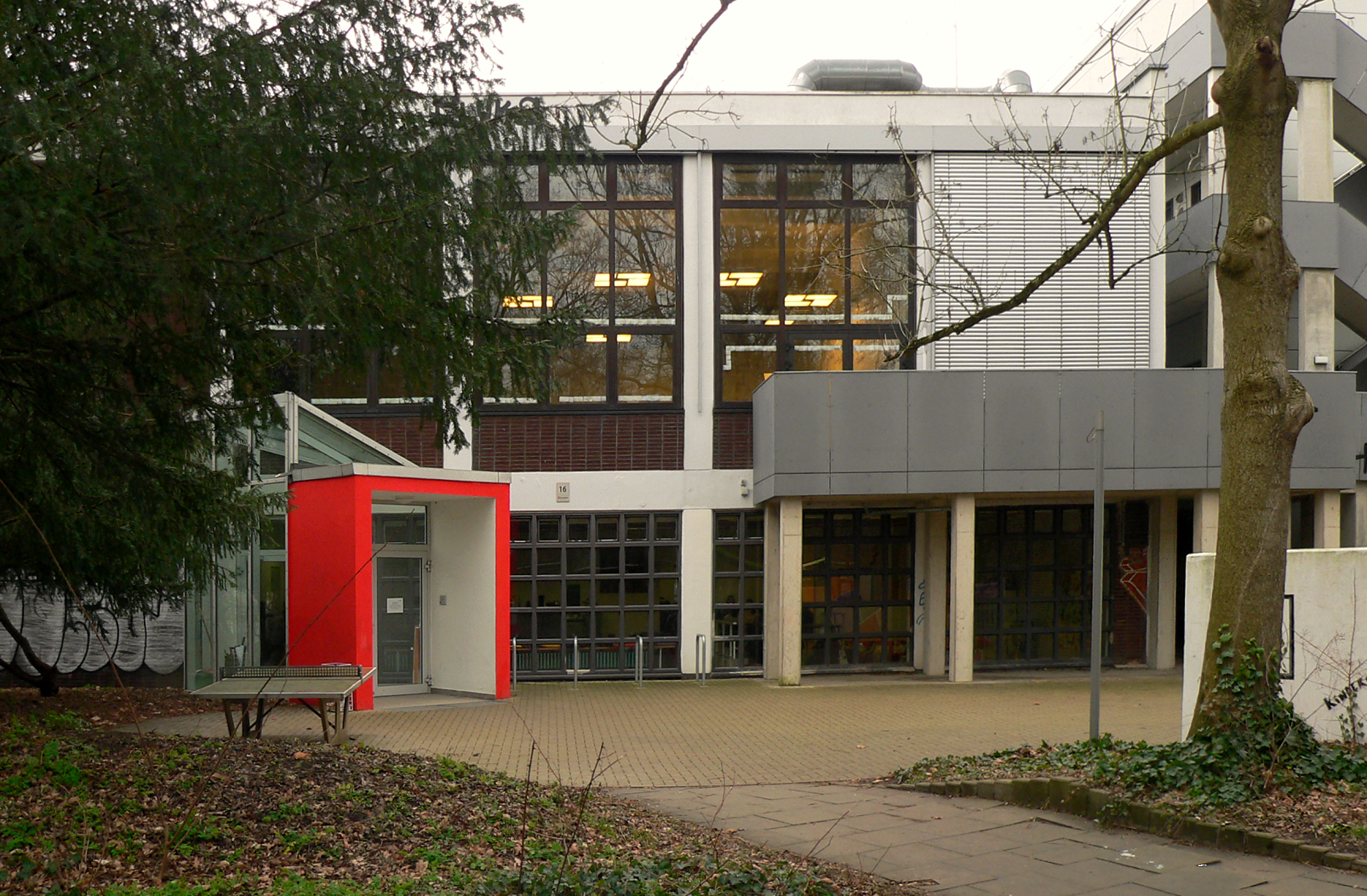
Kindermuseum Zinnober

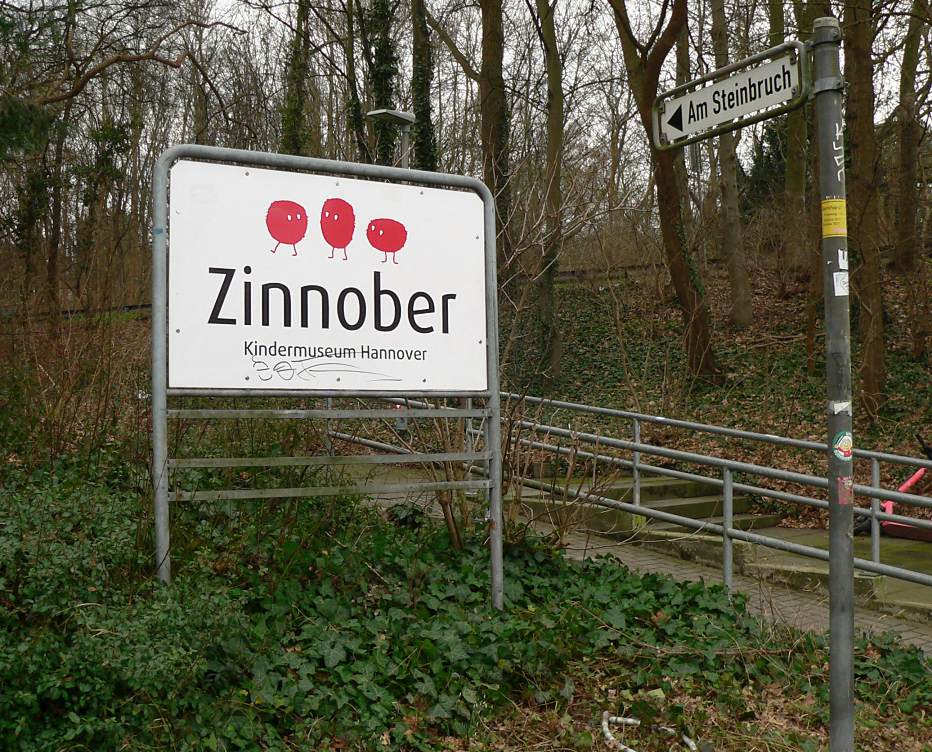
Hinweisschild

Das Kindermuseum Zinnober ist ein Kindermuseum im Stadtteil Linden-Mitte in Hannover. Es ist kein klassisches Museum mit einer Objektsammlung, sondern führt partizipative Ausstellungen durch. Bei ihnen können Kinder an Mitmach-Stationen aktiv werden. Die Ausstellungen sind für Kinder zwischen drei und 13 Jahren konzipiert. 
Der gemeinnützige Trägerverein des Museums gründete sich im Jahr 2000 unter der Bezeichnung „Zinnober - ein Museum für Kinder und Jugendliche in Hannover e.V.“. Ab 2001 führte der Verein Ausstellungen an wechselnden Orten statt. Einen festen Standort fand die Museumseinrichtung 2014 in Linden, wobei ihr in einer Villa 300 m² zur Verfügung standen. 2019, dem Jahr vor der COVID-19-Pandemie, hatte das Museum rund 18.000 Besucher. Zu ihnen zählen vor allem Kinder aus Kitas und Schüler. 2021 bezog das Museum  neue Räumlichkeiten mit einer Fläche von 800 m². Sie befinden sich im ehemaligen evangelischen Jugendzentrum am Lindener Berg, das das hannoversche Bauunternehmen Gundlach für eine Museumsnutzung zuvor umgebaut hatte. Dort gibt es zudem eine Forscherwerkstatt und ein Kreativatelier. Die Ausstellungen wechseln jährlich und bestehen aus Erlebnisstationen, die zum Forschen und spielerischem Lernen anregen. Unter anderem geht es um Themen wie Musik, Mathematik, Handwerken, menschlicher Körper und Stadtplanung. Es finden auch Workshops statt. 2023 beteiligte sich das Museum am Internationalen Museumstag.
Der gemeinnützige Trägerverein gehört dem Bundesverband der Kinder- und Jugendmuseen e.V., der Vereinigung Kulturelle Jugendbildung Niedersachsen e.V. (LKJ Nds e.V.) und der Landesarbeitsgemeinschaft der Kindermuseen in Niedersachsen an.